# 팀 밴패튼
팀 밴패튼(영어: Tim Van Patten, 1959년 6월 10일 ~ )은 미국의 배우, 영화 감독 겸 제작자이다.
브루클린에서 태어났다.

## 방송
- 보드워크 엠파이어 시즌2
- 왕좌의 게임 1
- 보드워크 엠파이어 시즌1
- 퍼시픽
- 소프라노스 시즌6

## 영화
- 보드워크 엠파이어 3 (2012년)
- 보드워크 엠파이어 2 (2011년)
- 왕좌의 게임 1 (2011년)
- 퍼시픽 (2010년)
- 보드워크 엠파이어 (2009년)
- 인투 더 웨스트 (2005년)
- 로마 1 (2005년)
- 데드우드 (2004년)
- 더 와이어 시즌1 (2002년)
- 에드 (2000년)
- 소프라노스 (1999년)
- 섹스 앤 시티 (1998년)
- 약속된 땅 (1996년)
- 터치드 바이 언 엔젤 (1994년)
- 카타콤 (1993년)
- 특수 기동대 트럭원 (1989년)
- 더 롱 가이즈 (1988년)
- 나이트 히트 (1985년)
- 마스터 닌자 (1984년) - 맥스 켈러 역
- 폭력 교실 1984 (1982년)